# マット・ボウマン
マシュー・チュー・ボウマン（Matthew Chou Bowman, 1991年5月31日 - ）は、アメリカ合衆国メリーランド州モンゴメリー郡チェビー・チェイス出身のプロ野球選手（投手）。右投右打。MLBのボルチモア・オリオールズ所属。

## 経歴

### プロ入りとメッツ傘下時代

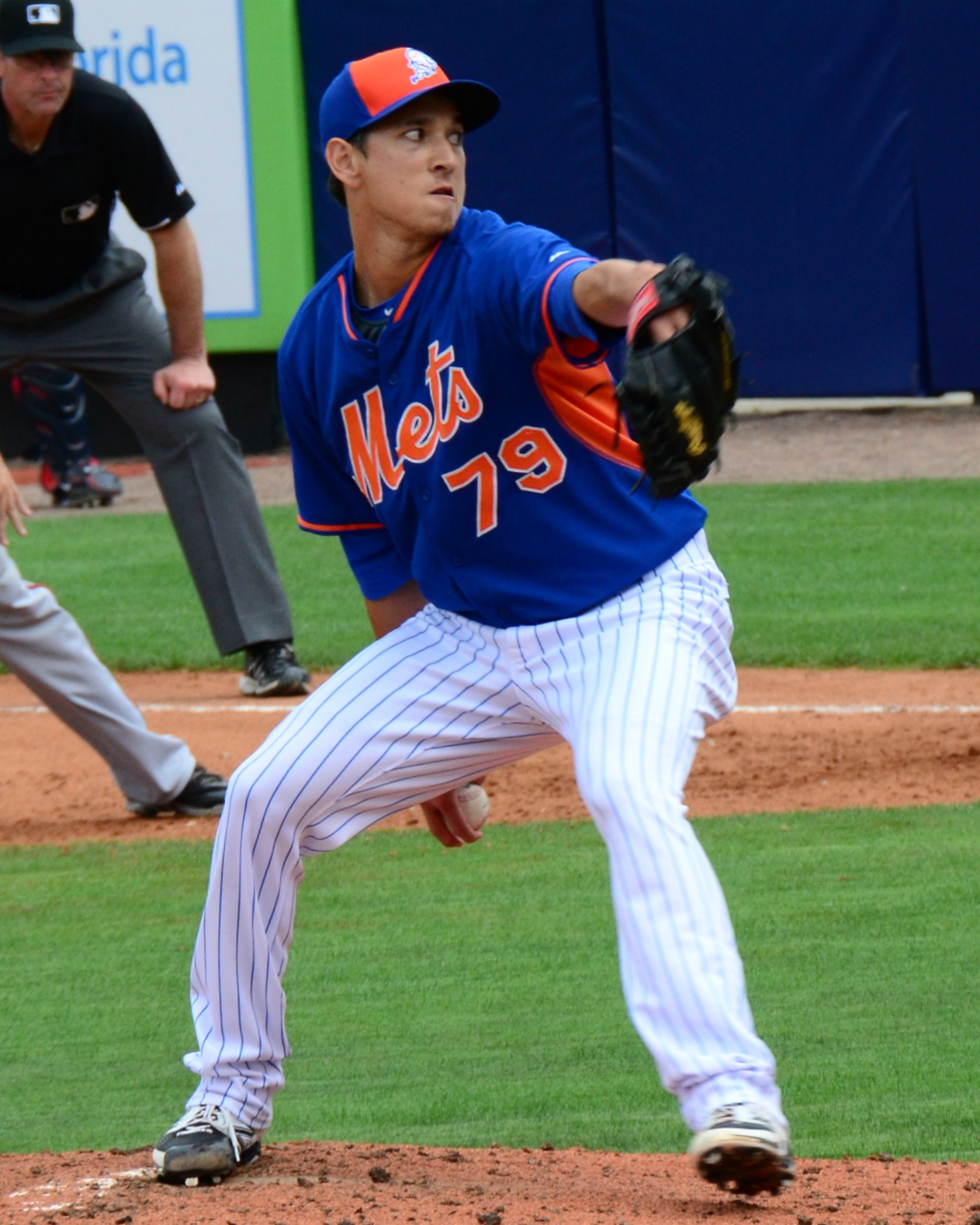
ニューヨーク・メッツ傘下時代
（2015年3月7日）

2012年のMLBドラフト13巡目（全体410位）でニューヨーク・メッツから指名され、プロ入り。契約後、傘下のA-級ブルックリン・サイクロンズでプロデビュー。12試合（先発1試合）に登板して2勝2敗3セーブ、防御率2.45、30奪三振を記録した。
2013年はA級サバンナ・サンドナッツとA+級セントルーシー・メッツでプレーし、2球団合計で21試合に先発登板して10勝4敗、防御率3.05、116奪三振を記録した。
2014年はAA級ビンガムトン・メッツとAAA級ラスベガス・フィフティワンズでプレーし、24試合（先発23試合）に登板して10勝8敗、防御率3.22、124奪三振を記録した。
2015年はAAA級ラスベガスでプレーし、28試合（先発26試合）に登板して7勝16敗、防御率5.53、77奪三振を記録した。

### カージナルス時代
2015年12月10日にルール・ファイブ・ドラフトでセントルイス・カージナルスから指名され、移籍した。
2016年シーズンは開幕25人枠に残り、4月6日のピッツバーグ・パイレーツ戦でメジャーデビューを果たした。6月8日のシンシナティ・レッズ戦でメジャー初勝利を挙げた。この年はメジャーに定着し、59試合にリリーフ登板。2勝5敗、防御率3.46、WHIP1.17という、まずまずの成績を残した。

### レッズ時代
2018年11月2日にウェイバー公示を経てレッズへ移籍した。
2019年シーズンはルイビル・バッツで開幕を迎え、5月にメジャーに昇格した。27試合にリリーフ登板した。
2020年はメジャー・マイナーいずれも登板機会はなかった。また9月にトミー・ジョン手術を受けた。レギュラーシーズン終了後の10月14日にマイナー契約となり、16日にFAとなった。

### ヤンキース傘下時代
2020年12月14日にニューヨーク・ヤンキースと2021年から2年間のマイナー契約を結んだ。
2021年は手術のリハビリのため登板せず、結局2022年も全休となった。11月10日にFAとなった。
2023年はAAA級スクラントン・ウィルクスバリ・レイルライダースで開幕を迎え、4シーズンぶりとなる実戦での登板を果たした。30試合に登板して、4勝3セーブ、防御率3.29という成績を残していたが、7月16日に契約を途中破棄できるオプトアウトの権利を行使した。7月20日にヤンキースとマイナー契約を結び直し、AAA級スクラントンに送られた

### ツインズ時代
2024年1月18日にミネソタ・ツインズとマイナー契約を結び、スプリングトレーニングには招待選手として参加した。
この年の開幕はAAA級セントポール・セインツで迎えたが4月13日にマイケル・トンキンらと入れ替わる形でメジャー昇格を果たした。しかし、同月30日にヨアン・デュランの復帰に伴ってDFAとなった。

### ダイヤモンドバックス時代
2024年5月2日に金銭トレードでアリゾナ・ダイヤモンドバックスに移籍した。メジャーで4試合に登板した後の5月26日にブレイク・ウォルストンの復帰に伴ってDFAとなり、同月31日にFAとなった。

### マリナーズ時代
2024年6月4日にシアトル・マリナーズとマイナー契約を結んだ。9日にメジャー昇格を果たしたが1試合に登板しただけで、2日後にブライアン・ウーの復帰に伴ってカービー・スネードと共にDFAとなり14日に一度はFAとなるも、17日にマイナー契約で契約を結び直した。契約後はその日のうちにAAA級タコマ・レイニアーズに配属されたが、7月1日にオプトアウト権を行使して自由契約となった。

### ツインズ傘下時代
2024年7月4日に同年1月に所属したツインズと再びマイナー契約を結んだ。しかし、メジャーでの登板機会は無く8月12日に再びオプトアウト権を行使して自由契約となった。

### オリオールズ時代
2024年8月15日にボルチモア・オリオールズとマイナー契約を結んだ後、同月22日にコリン・セルビーらと入れ替わって、この年4度目となるメジャー昇格を果たした。オフの11月4日に一度はFAとなるも、12月20日にマイナー契約で契約を結び直した。この年は最終的に4球団で合計25試合に登板して1勝無敗3ホールド、防御率4.40、24奪三振を記録した。
2025年は3月23日にタイラー・ウェルズの故障者リスト入りに伴う形でメジャー昇格。その後、開幕日の27日にAAA級ノーフォーク・タイズに降格したことで開幕ロースター入りは逃したが、30日に今度はアルバート・スアレスが故障者リスト入りに入った為、その代替選手としてメジャーに昇格した。5月8日に前述のセルビーを復帰させることに伴って一度はDFAとなったものの、同月28日にテリン・バブラと入れ替わってメジャー再昇格を果たした。6月8日にスコット・ブルウェットをトレードで獲得したことに伴い再びDFAとなり、6月10日にAAA級ノーフォークに降格した。6月29日に三たびアクティブ・ロースター入りした。7月1日のテキサス・レンジャーズ戦で、5回裏に2番手で登板、12⁄3回を投げ4失点で降板した。7月2日にコービン・マーティンの昇格に伴い、三たびDFAとなった。

## 詳細情報

### 年度別投手成績
| 年 度    | 球 団    | 登 板 | 先 発 | 完 投 | 完 封 | 無 四 球 | 勝 利 | 敗 戦 | セ 丨 ブ | ホ 丨 ル ド | 勝 率 | 打 者 | 投 球 回 | 被 安 打 | 被 本 塁 打 | 与 四 球 | 敬 遠 | 与 死 球 | 奪 三 振 | 暴 投 | ボ 丨 ク | 失 点 | 自 責 点 | 防 御 率 | W H I P |
| -------- | -------- | ----- | ----- | ----- | ----- | -------- | ----- | ----- | -------- | ----------- | ----- | ----- | -------- | -------- | ----------- | -------- | ----- | -------- | -------- | ----- | -------- | ----- | -------- | -------- | ------- |
| 2016     | STL      | 59    | 0     | 0     | 0     | 0        | 2     | 5     | 0        | 13          | .286  | 281   | 67.2     | 59       | 4           | 20       | 2     | 1        | 52       | 0     | 0        | 31    | 26       | 3.46     | 1.17    |
| 2017     | STL      | 75    | 0     | 0     | 0     | 0        | 3     | 6     | 2        | 23          | .333  | 247   | 58.2     | 52       | 4           | 18       | 2     | 5        | 46       | 1     | 0        | 29    | 26       | 3.99     | 1.19    |
| 2018     | STL      | 22    | 0     | 0     | 0     | 0        | 0     | 2     | 0        | 5           | .000  | 109   | 23.0     | 29       | 4           | 11       | 3     | 1        | 26       | 1     | 0        | 16    | 16       | 6.26     | 1.74    |
| 2019     | CIN      | 27    | 0     | 0     | 0     | 0        | 2     | 0     | 0        | 0           | 1.000 | 137   | 32.0     | 27       | 2           | 13       | 3     | 0        | 25       | 0     | 0        | 15    | 13       | 3.66     | 1.25    |
| 2023     | NYY      | 3     | 0     | 0     | 0     | 0        | 0     | 0     | 0        | 1           | ----  | 20    | 4.0      | 6        | 1           | 2        | 1     | 0        | 3        | 1     | 0        | 4     | 4        | 9.00     | 2.00    |
| 2024     | MIN      | 5     | 0     | 0     | 0     | 0        | 0     | 0     | 0        | 3           | ----  | 31    | 7.2      | 2        | 1           | 4        | 0     | 2        | 6        | 0     | 0        | 2     | 2        | 2.35     | 0.78    |
| 2024     | ARI      | 4     | 0     | 0     | 0     | 0        | 0     | 0     | 0        | 0           | ----  | 31    | 6.2      | 8        | 1           | 2        | 0     | 0        | 4        | 0     | 0        | 6     | 6        | 8.10     | 1.50    |
| 2024     | SEA      | 1     | 0     | 0     | 0     | 0        | 0     | 0     | 0        | 0           | ----  | 4     | 0.2      | 1        | 1           | 1        | 0     | 0        | 0        | 0     | 0        | 1     | 1        | 13.50    | 3.00    |
| 2024     | BAL      | 15    | 1     | 0     | 0     | 0        | 1     | 0     | 0        | 0           | 1.000 | 66    | 15.2     | 15       | 2           | 6        | 1     | 0        | 14       | 0     | 0        | 6     | 6        | 3.45     | 1.34    |
| '24計    | BAL      | 25    | 1     | 0     | 0     | 0        | 1     | 0     | 0        | 3           | 1.000 | 132   | 30.2     | 26       | 5           | 13       | 1     | 2        | 24       | 0     | 0        | 15    | 15       | 4.40     | 1.27    |
| MLB：6年 | MLB：6年 | 211   | 1     | 0     | 0     | 0        | 8     | 13    | 2        | 45          | .381  | 926   | 216.0    | 199      | 20          | 77       | 12    | 9        | 176      | 3     | 0        | 110   | 100      | 4.17     | 1.28    |

- 2024年度シーズン終了時

### 年度別守備成績
| 年 度 | 球 団 | 投手（P） | 投手（P） | 投手（P） | 投手（P） | 投手（P） | 投手（P） |
| 年 度 | 球 団 | 試 合     | 刺 殺     | 補 殺     | 失 策     | 併 殺     | 守 備 率  |
| ----- | ----- | --------- | --------- | --------- | --------- | --------- | --------- |
| 2016  | STL   | 59        | 6         | 17        | 2         | 3         | .920      |
| 2017  | STL   | 75        | 5         | 14        | 1         | 0         | .950      |
| 2018  | STL   | 22        | 1         | 8         | 1         | 0         | .900      |
| 2019  | CIN   | 27        | 2         | 8         | 1         | 0         | .909      |
| 2023  | NYY   | 3         | 0         | 0         | 0         | 0         | ----      |
| 2024  | MIN   | 5         | 1         | 1         | 0         | 0         | 1.000     |
| 2024  | ARI   | 4         | 1         | 0         | 0         | 0         | 1.000     |
| 2024  | SEA   | 1         | 0         | 0         | 0         | 0         | ----      |
| 2024  | BAL   | 15        | 3         | 1         | 0         | 0         | 1.000     |
| '24計 | BAL   | 25        | 5         | 2         | 0         | 0         | 1.000     |
| MLB   | MLB   | 211       | 19        | 49        | 5         | 3         | .932      |

- 2024年度シーズン終了時

### 背番号
- 67（2016年 - 2019年）
- 50（2023年）
- 51（2024年 - 同年途中、同年途中 - 同年終了、2025年途中 - ）
- 55（2024年途中 - 同年途中）
- 49（2024年途中 - 同年途中）